# Eiphosoma atrovittatum
Eiphosoma atrovittatum là một loài tò vò trong họ Ichneumonidae.